# Burgpreppach
Burgpreppach is een plaats in de Duitse deelstaat Beieren en maakt deel uit van het Landkreis Haßberge.
Burgpreppach telt 1.376 inwoners.
De plaats is officieel een Markt,  in Beieren de aanduiding voor een vlek.
In het zuidoosten grenst Burgpreppach aan Ebern, stadsdeel Unterpreppach .
Burgpreppach ligt in het middelgebergte Haßberge.
Bekend is de in plaatselijke steengroeven gewonnen Burgpreppacher zandsteen. Deze is in het verleden toegepast bij de bouw van onder andere de Dom van Bamberg en het Rijksdaggebouw te Berlijn.
Aidhausen ·
Breitbrunn ·
Bundorf ·
Burgpreppach ·
Ebelsbach ·
Ebern ·
Eltmann ·
Ermershausen ·
Gädheim ·
Haßfurt ·
Hofheim i. UFr. ·
Kirchlauter ·
Knetzgau ·
Königsberg i. Bay. ·
Maroldsweisach ·
Oberaurach ·
Pfarrweisach ·
Rauhenebrach ·
Rentweinsdorf ·
Riedbach ·
Sand a. Main ·
Stettfeld ·
Theres ·
Untermerzbach ·
Wonfurt ·
Zeil a. Main